# Zmarli w roku 1844
Lista osób zmarłych w 1844:

## luty 1844
- 20 lutego – Antoni Blank, polski malarz historyczny, reprezentant warszawskiego klasycyzmu[1]

## marzec 1844
- 8 marca – Karol XIV Jan Bernadotte, król Szwecji, założyciel panującej do chwili obecnej w Szwecji dynastii Bernadotte[2]
- 23 marca – Bruno Kiciński, polski dziennikarz, wydawca, twórca pierwszego koncernu prasowego[3]
- 24 marca – Bertel Thorvaldsen, duński rzeźbiarz islandzkiego pochodzenia[4]

## kwiecień 1844
- 25 kwietnia – Franciszek Ksawery Krasicki, polski generał, powstaniec kościuszkowski, napoleoński i listopadowy, naczelnik powstania antyaustriackiego w ziemi sanockiej[5]

## maj 1844
- 3 maja – Mikołaj Chopin, ojciec Fryderyka Chopina[6]

## czerwiec 1844
- 19 czerwca – Étienne Geoffroy Saint-Hilaire, francuski zoolog, anatom porównawczy i prekursor myśli ewolucyjnej[7]
- 27 czerwca – Joseph Smith, pierwszy przywódca mormonów[8]

## lipiec 1844
- 27 lipca – John Dalton, angielski fizyk, chemik i meteorolog[9]

## sierpień 1844
- 29 sierpnia – Edmund Rice, irlandzki założyciel organizacji katolickich, błogosławiony[10]
- 30 sierpnia – Francis Baily, angielski astronom[11]

## wrzesień 1844
- 2 września - Samuel Genersich, spiskoniemiecki lekarz i botanik[12]

## listopad 1844
- 14 listopada – Flora Tristan, francuska działaczka socjalistyczna, jedna z pierwszych francuskich feministek[13]
- 21 listopada – Iwan Kryłow, rosyjski poeta, dramaturg, bajkopisarz[14]

## grudzień 1844
- 23 grudnia – Georg, hrabia Münster, niemiecki arystokrata, pionier paleontologii[15]